# Chris Walker (squash)
Pour les articles homonymes, voir Chris Walker (homonymie).
Chris Walker, né le 11 juin 1967 à Chelmsford est un joueur professionnel de squash représentant l'Angleterre. Il atteint en novembre 1996 la quatrième place mondiale sur le circuit international, son meilleur classement. Il est champion d'Europe en 1990, 1992 et 1993.
Chris Walker est membre de l'équipe d'Angleterre qui est championne du monde par équipes en 1995 et 1997. Il est finaliste du British Open en 2001. Il est le premier champion du monde en double de squash avec Mark Cairns en 1997.
Il est marié à la joueuse de squash mexicaine Nayelly Hernández.

## Biographie
Chris Walker commence à jouer au squash à l'âge de huit ans. À 18 ans, il prend un emploi de programmeur informatique, mais décide ensuite de se consacrer au squash, vendant sa voiture pour financer sa participation au World Squash Tour.

## Palmarès

### Titres
- Championnats d'Europe de squash: 3 titres (1990, 1992, 1993)
- Championnats du monde par équipes: 2 titres (1995, 1997)
- Championnats d'Europe par équipes: 9 titres (1989-1991, 1993, 1995, 1996, 1998, 1999, 2002)

### Finales
- British Open : 2001